# J-2
J-2 (читається «Джей-2») (англ. J-2) — рідинний ракетний двигун (РРД) компанії Rocketdyne (США), виконаний за схемою відкритого генераторного циклу. На час створення був найпотужнішим двигуном, який використовував рідкий водень (LH2) і рідкий кисень (LOX) як компоненти палива. Пізніше він був відсунутий з цієї позиції двигунами RS-24, РД-120 і RS-68. У стандартній конфігурації двигун призначений для використання у вакуумі, тобто на верхніх щаблях ракет-носіїв (РН). Відмінною особливістю J-2 на час створення була можливість повторного включення, що застосовувалося на третьому ступені (S-IVB) ракети «Сатурн V», на якій здійснювалися польоти до Місяця. Ця особливість двигуна давала можливість спочатку виконати завершення виведення корисного навантаження на низьку опорну орбіту (НОО), а через деякий час — виконати розгін до Місяця.
Своє перше застосування РРД J-2 знайшов на другому ступені РН «Сатурн-1Б». Пізніше був важливою частиною програми НАСА «Аполлон» — п'ять двигунів використовувалися на другому ступені РН «Сатурн V» (S-II) і один — на третьому ступені (S-IVB). Крім того, були пропозиції щодо його використання в проєкті надважкого марсіанського РН «Нова» з передбачуваної вантажопідйомністю на низьку опорну орбіту до 300 т. На 2009 рік модифікований варіант РРД J-2 планувалося використовувати на других ступенях РН «Арес I» і «Арес V» програми НАСА «Сузір'я». Планується використовувати для другого ступеня SLS.

## Модифікації
Оскільки РРД J-2 був розроблений на початку 1960-х років і при цьому відрізнявся високою надійністю, у великій кількості вироблялися різні модифікації первісної версії двигуна, які велися в рамках різних космічних програм.

### J-2S

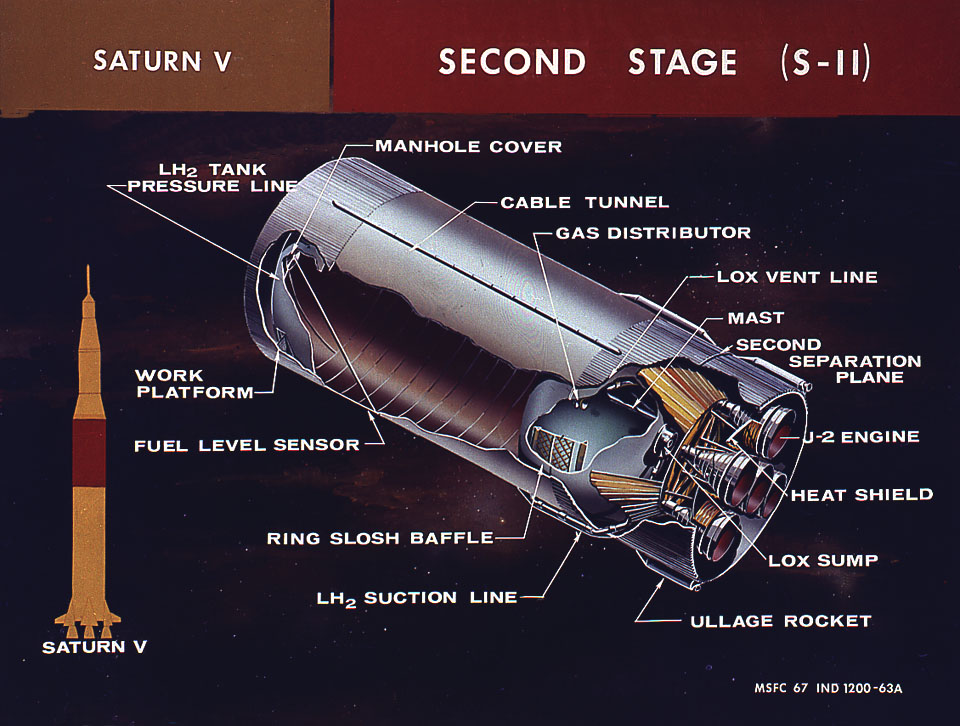
Другий ступінь РН «Сатурн V» із п'ятьма двигунами J-2.

Експериментальна програма збільшення ефективності РРД J-2 з назвою J-2X, яку не слід плутати з більш пізнім варіантом XXI століття з тим же ім'ям, була розпочата в середині 1960-х років. Основною відмінністю модифікованої версії було введення плівкового охолодження основної камери згоряння (КЗ) з додаванням щілиноподібної смуги і відмова від камери попереднього згоряння газогенератора. Таким чином, схема роботи двигуна була змінена з відкритого генераторного циклу на модифікований відкритий цикл із фазовим переходом. На додаток до зменшення кількості деталей, це дало змогу позбутися проблеми синхронізації роботи двох камер згоряння.
Додаткові зміни включали в себе зміни в систему дроселювання для більшої гнучкості при експлуатації, що зажадало також внесення змін до системи подачі палива для відповідної зміни складу суміші при різних умовах тиску в камері згоряння. Також було додано «сплячий режим» (англ. Idle Mode), який виробляв невелику тягу і міг бути використаний для маневрування на орбіті, а також для впорядкування палива і окислювача в баках перед переходом в режим основної тяги. Кінцевими характеристиками двигуна стали збільшений — в порівнянні з базовою моделлю — питомий імпульс до 436 сек і зменшена маса до 1467 кг.
Під час розробки модифікації двигуна Rocketdyne було створено шість доводочних двигунів J-2S. Ці вироби багато разів проходили вогневі випробування з 1965 по 1972 роки із загальним напрацюванням 30 858 секунд. У 1972 році, коли стало зрозуміло, що подальші замовлення на РН «Сатурн V» не надійдуть, була закінчена програма випробувань. НАСА планувало використати цю модифікацію двигуна в різних програмах, і навіть протягом деякого часу передбачалося, що зв'язка з п'яти J-2S повинна бути встановлена на «Спейс Шаттли», але ці початкові проєкти не були реалізовані, і вибір був зупинений на новому РРД RS-24, який використовує схему закритого циклу.

### J-2T
Під час роботи над РРД J-2S НАСА також фінансувало розробки з використанням турбомашини та інших систем двигуна для створення нового клиноповітряного сопла. Це повинно було збільшити ефективність двигуна, особливо в разі використання цієї модифікації на другому ступені РН «Сатурн V» S-II, яка певний час працювала в атмосфері, а не в вакуумі. Основна відмінність цього двигуна від базової моделі J-2S складалася у використанні тороїдальної або кільцевої камери згоряння, яка забезпечувала можливість використання центрального клина. Були створені дві модифікації цього двигуна:
- J-2T-200k з тягою 90,8 тс (890 кН), яка давала змогу використовувати його ступенях S-II і S-IVB
- J-2T-250k з тягою 113,4 тс (1112 кН).

При цьому в назві кожного з двигунів у правій частині вказується їх тяга в розмірності фунт-сила.
Так само як і у випадку з J-2S, роботи над J-2T проходили разом із тривалою серією вогневих випробувань пробних двигунів на стендах, але подальший розвиток зупинилося після завершення програми НАСА «Аполлон».

### XRS-2200іRS-2200

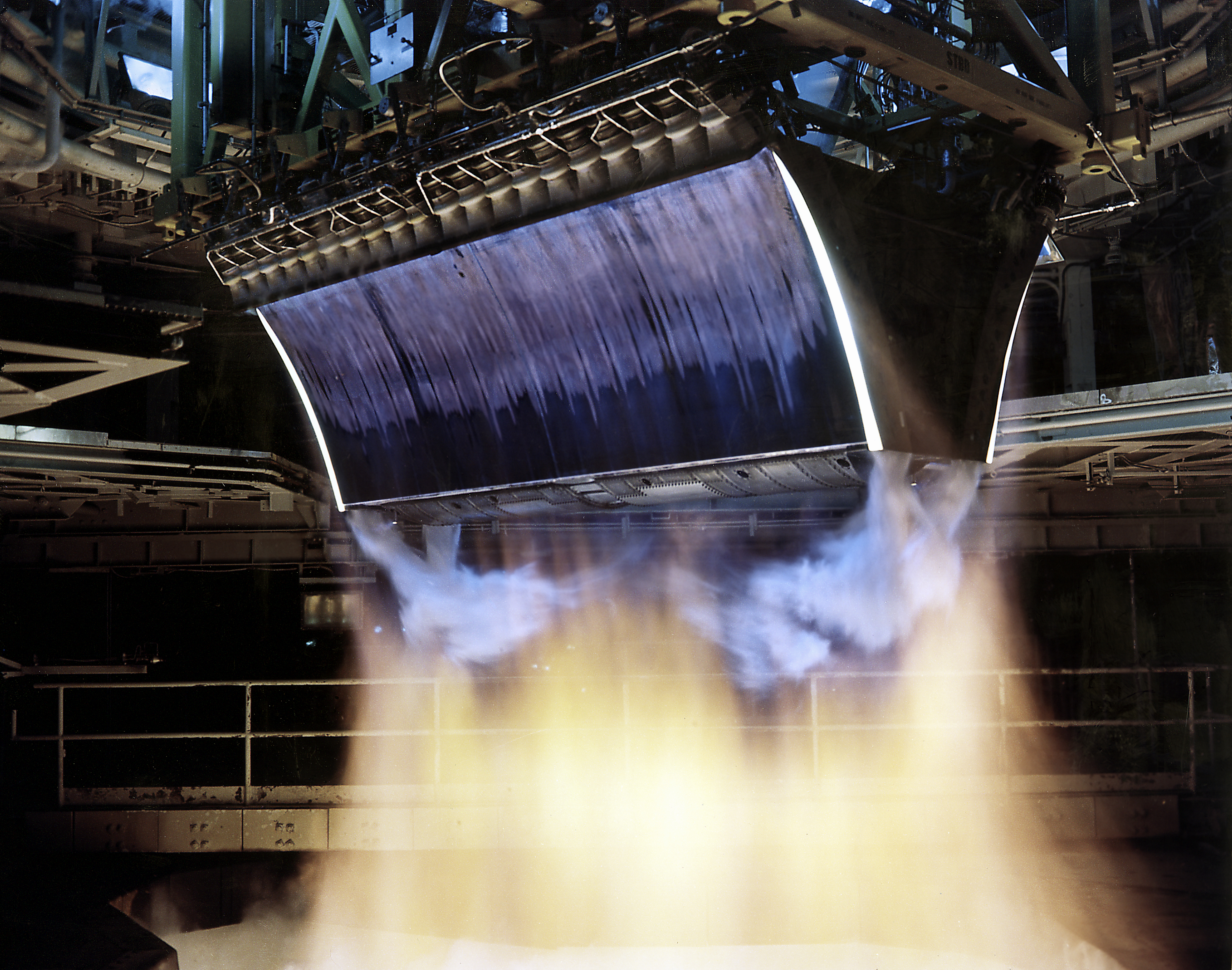
Вогневі випробування плоского клиноповітряногоного двигуна XRS-2200 за програмою X-33.

Тридцятьма роками пізніше модифікований РРД J-2S був знову використаний і на цей раз в проєкті космоплана НАСА X-33. У цьому випадку трохи модифікований J-2S без сопла використовувався в ряді інших таких самих J-2S для створення плоского клиноповітряного двигуна. Експериментальні моделі мали назву XRS-2200. У ході проєкту X-33 були побудовані три двигуни XRS-2200, які пройшли програму випробувань у Космічному центрі ім. Стенніса НАСА.
Випробування одного двигуна були успішними, але програма була зупинена до завершення будівництва випробувального стенда для другого двигуна. РРД XRS-2200 на рівні моря виробляє тягу 92,7 тс (909,3 кН) і генерує питомий імпульс 339 с, у вакуумі тяга становить 120,8 тс (1,2 МН), питомий імпульс — 436,5 с. Після подальшого розвитку і програми випробувань проєкт був відхилений через невирішеність проблем із композитними паливними баками X-33.
Масштабованість двигуна з плоским кліноповітряним соплом була використана при створенні більшого варіанту РРД RS-2200, який був призначений для одноступеневого космоплана VentureStar (Lockheed Martin). У його останньому варіанті сім RS-2200, кожен із тягою 245,8 тс (2,4 МН), повинні були доставляти VentureStar на НОО. Розвиток цього проєкту було формально припинено на початку 2001 року, коли програма X-33 не отримала фінансування в рамках програми Space Launch Initiative. У Lockheed Martin було ухвалено рішення не продовжувати розвиток VentureStar без фінансової підтримки НАСА.

### J-2X

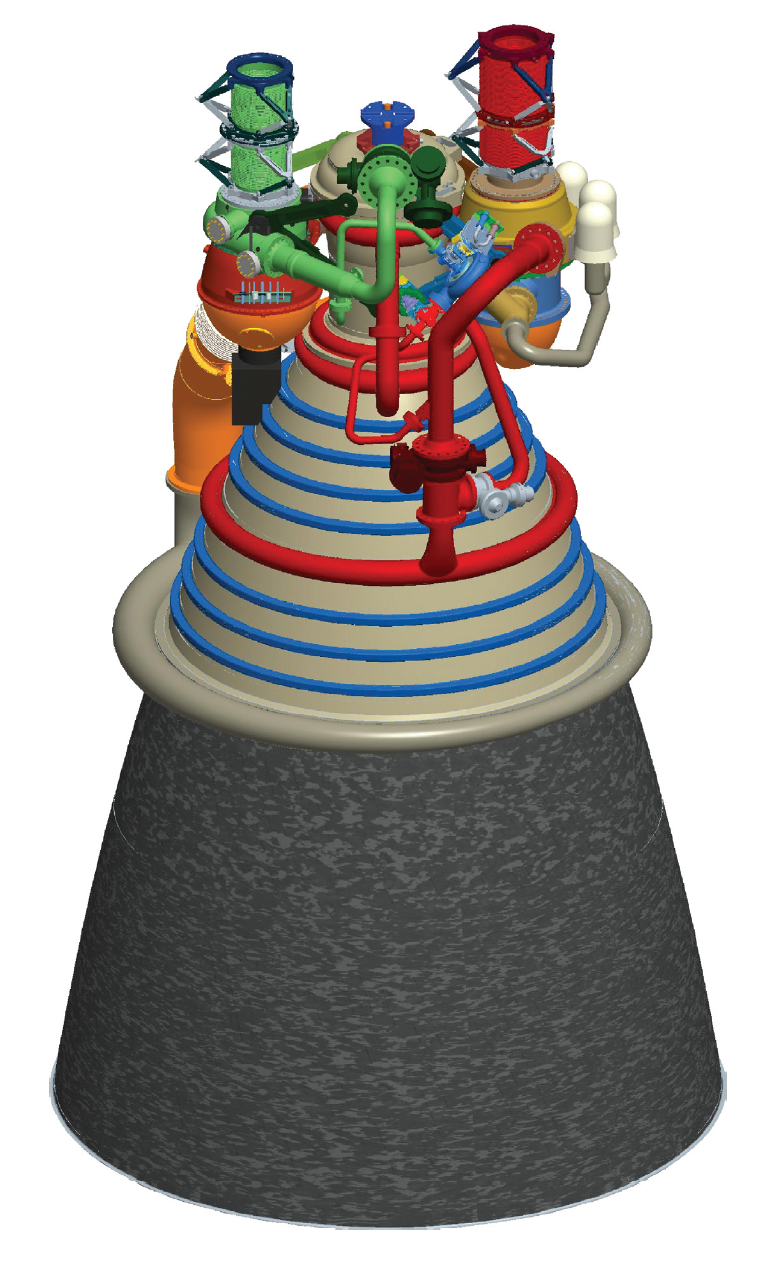
Ілюстрація РРД J-2X із витягнутою сопловою насадкою

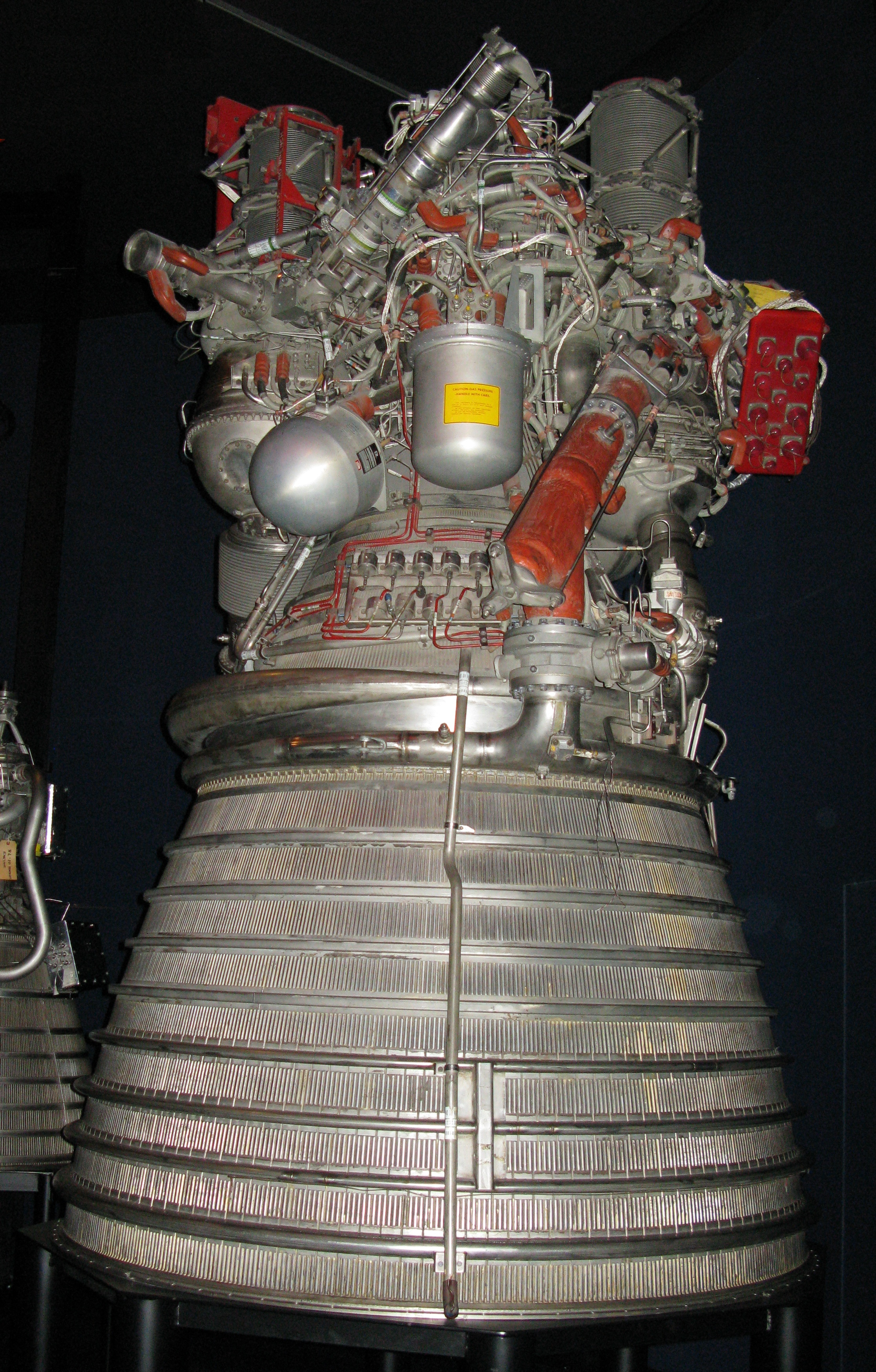
Двигун J-2 в музеї

Нова версія двигуна, названа J-2X, перебуває в розробці в рамках розвитку програми НАСА «Сузір'я» і пілотованого капсульного КА «Оріон», який повинен був замінити «Спейс Шаттл» після 2010 року. Спочатку передбачалося використовувати два J-2X на розгінному ступені місячного модуля (англ. Earth Departure Stage, EDS), кожен із тягою 133,4 тс (1,3 МН).
Відмова від використання більш досконалого двигуна РРД RS-24, який використовується на човнику, був обґрунтований дорожнечею модернізації цього двигуна ізістартуючого на Землі двигуна на двигун, що запускатиметься в польоті. Також бралися до уваги необхідність випробувань RS-24 перед польотами і дорожнеча їх виробництва. З цих причин 18 лютого 2006 року НАСА зупинило свій вибір на J-2X і для другого ступеня пілотованої РН «Арес I» з КА «Оріон». Така схема повинна дати змогу провести випробування РН «Арес I» у 2010 році, провести перший запуск КА «Оріон» у 2014 році, а використання одного двигуна на двох ракетах має здешевити підтримку інфраструктури в рамках програми «Сузір'я».
Проводити роботи з модернізації доручено Rocketdyne у рамках контракту загальною вартістю 1,2 млрд дол. Перші будівельні роботи на випробувальних стендах для J-2X були розпочаті НАСА в Космічному центрі ім. Стенніса 23 серпня 2007 року. У 2007—2008 роках було проведено дев'ять випробувань двигунів J-2X.
Основною метою модифікації J-2X у рамках програми «Сузір'я» є спрощення та здешевлення виробництва порівняно з базовою моделлю і з РРД RS-24. Він збереже поточну схему відкритого генераторного циклу. Порівняно з базовою моделлю, двигун повинен буде генерувати збільшений питомий імпульс до 448—465 с, забезпечувати тягу 133,4 тс (1,3 МН) і мати масу 2477 кг.

## Галерея

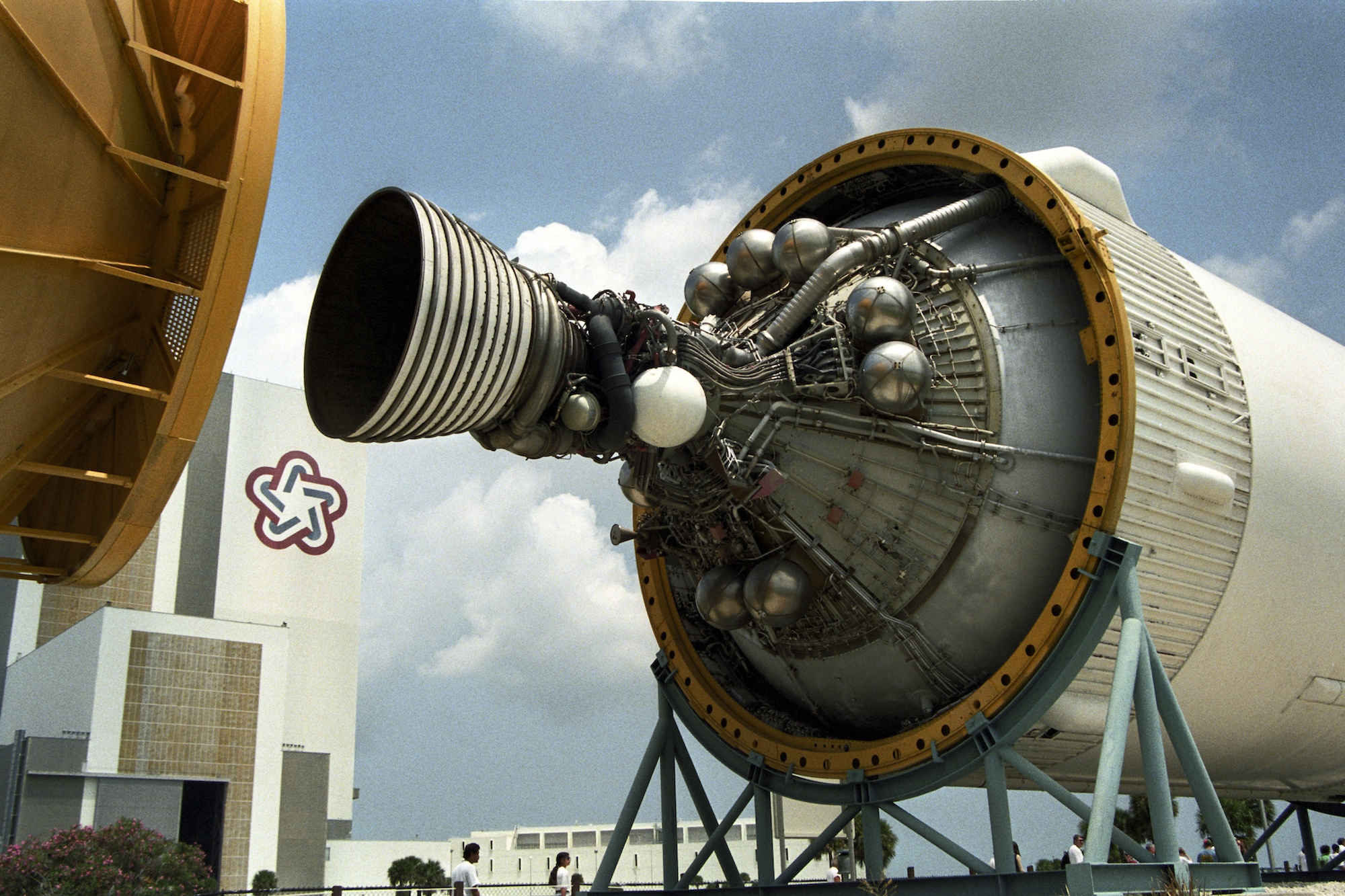
J-2 на ступені S-IVB.
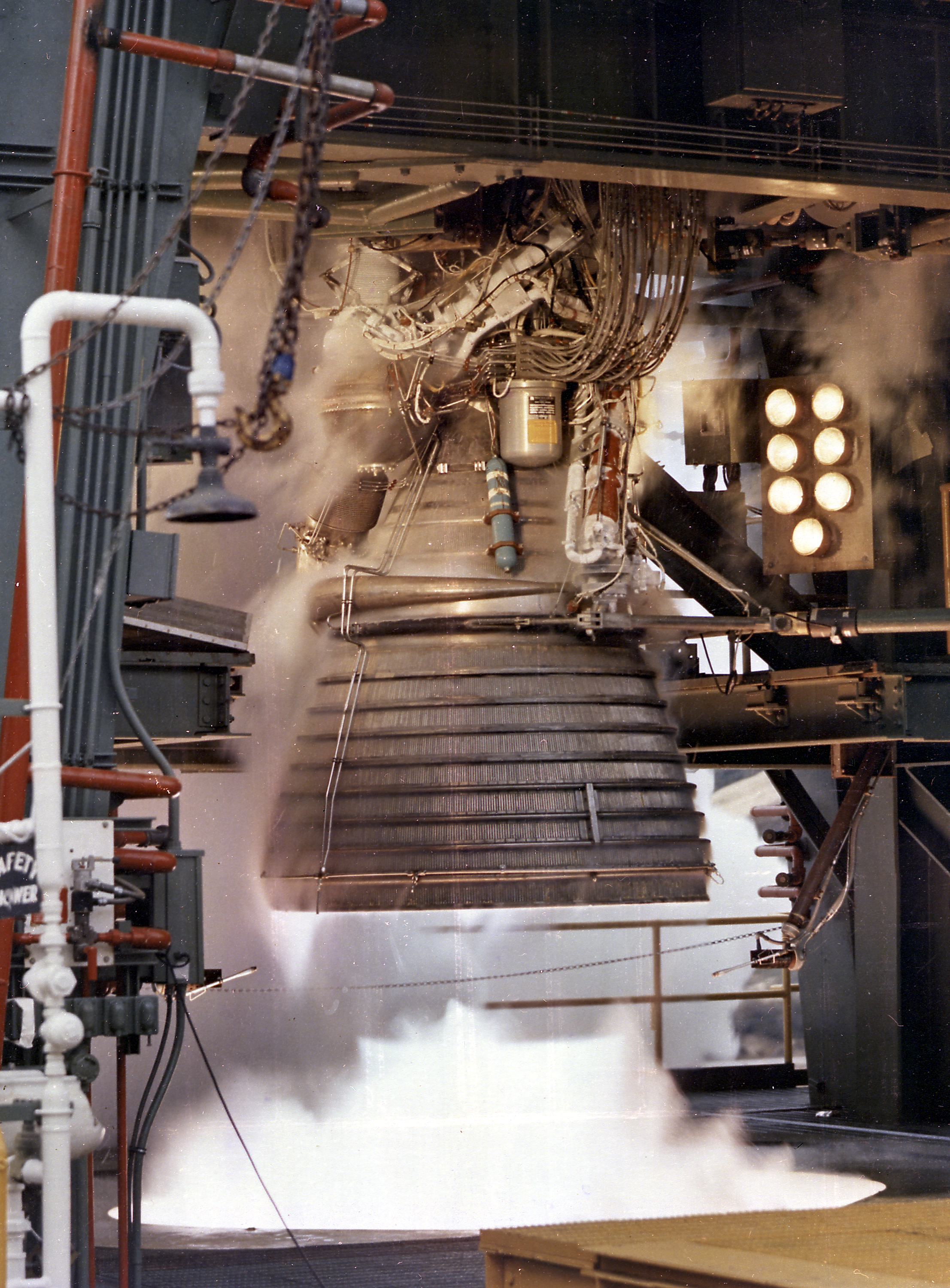
J-2 під час тестування.
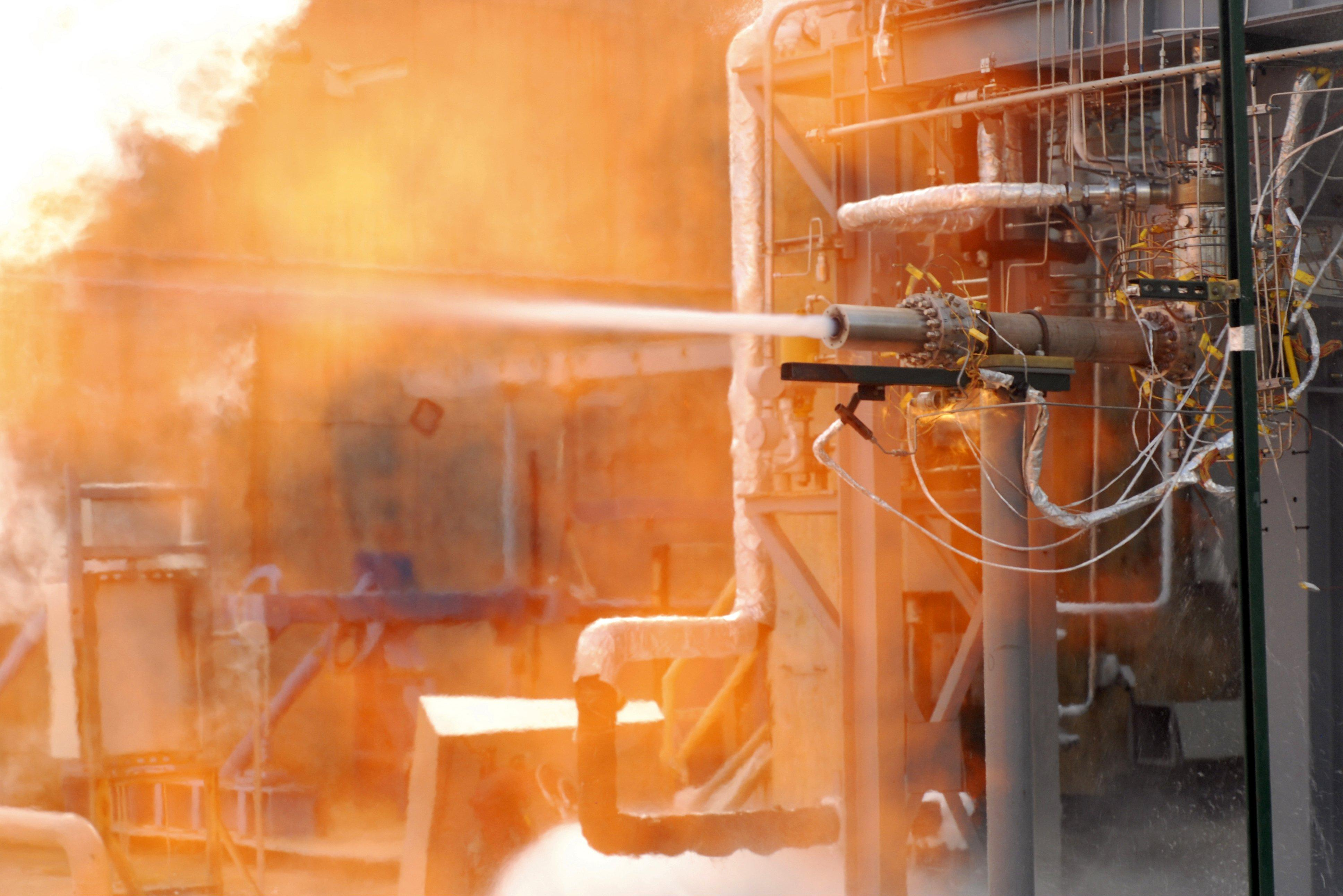
Випробування газового генератора J-2X.
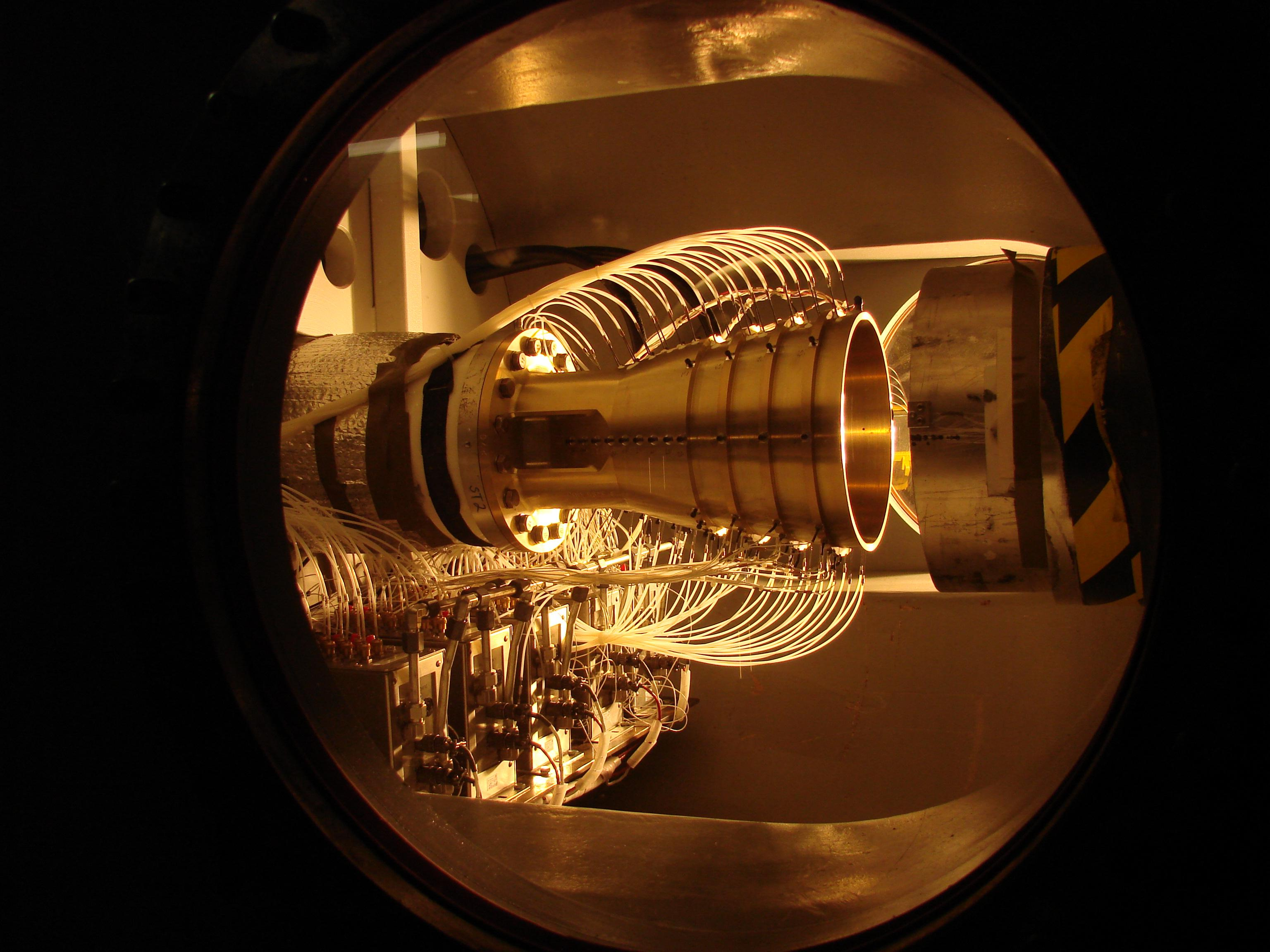
Холодне випробування сопла для програми J-2X.